# آغچه‌مشهد (مراغه)
آغچه‌مشهد یا پسیانلو یکی از روستاهای استان آذربایجان شرقی است که در دهستان سراجوی جنوبی بخش سراجو شهرستان مراغه واقع شده‌است.